# Стендінг-Стоун Тауншип (округ Бредфорд, Пенсільванія)
Стендінг-Стоун Тауншип (англ. Standing Stone Township) — селище (англ. township) в США, в окрузі Бредфорд штату Пенсільванія. Населення — 623 особи (2020).

## Демографія
Згідно з переписом 2010 року, у селищі мешкали 642 особи в 254 домогосподарствах у складі 192 родин. Було 310 помешкань
Расовий склад населення:
| - 97,7 % — білих - 0,3 % — азіатів |

До двох чи більше рас належало 1,7 %. Частка іспаномовних становила 0,3 % від усіх жителів.
За віковим діапазоном населення розподілялося таким чином: 21,8 % — особи молодші 18 років, 61,2 % — особи у віці 18—64 років, 17,0 % — особи у віці 65 років та старші. Медіана віку мешканця становила 44,6 року. На 100 осіб жіночої статі у селищі припадало 100,6 чоловіків;  на 100 жінок у віці від 18 років та старших — 103,2 чоловіків також старших 18 років.
Середній дохід на одне домашнє господарство  становив 65 748 доларів США (медіана — 57 885), а середній дохід на одну сім'ю — 71 638 доларів (медіана — 59 417). Медіана доходів становила 51 042 долари для чоловіків та 33 750 доларів для жінок. За межею бідності перебувало 7,0 % осіб, у тому числі 5,3 % дітей у віці до 18 років та 6,9 % осіб у віці 65 років та старших.
Цивільне працевлаштоване населення становило 307 осіб. Основні галузі зайнятості: виробництво — 18,2 %, освіта, охорона здоров'я та соціальна допомога — 15,6 %, будівництво — 12,4 %, транспорт — 11,1 %.